# Lucas de Praga
Lucas de Praga (idioma checo: Lukáš Pražský, Praga, circa de 1460-Mladá Boleslav, 11 de diciembre de 1528) fue un teólogo, escritor, sacerdote y obispo de la Unitas Fratrum.

## Biografía
Lucas nació y creció en Praga a fines de la década de 1450. Asistió a la Universidad de Praga, donde estudió a los padres de la iglesia estándar y a los maestros medievales, pero también estudió los escritos de Petr Chelčický. Se graduó en la Universidad el 2 de octubre de 1481.
Lucas se encontró con la Unitas Fratrum en el momento en que se graduó en la Universidad y después de leer algunos de sus escritos y asistir a reuniones con miembros de Litomyšl, decidió aceptar sus principios básicos y convertirse en miembro. Alrededor de la época en que Lucas se unió al Unitas Fratrum, las «opiniones confidenciales y estrechas» de los primeros miembros de la Unidad fueron desafiadas por puntos de vista como que «no estaban tan aterrorizados de cualquier participación en el mundo exterior».
Durante este momento difícil, Lucas y otros tres miembros fueron enviados a buscar una comunidad cristiana que «mantuviera y viviera plenamente la fe apostólica». Lucas viajó a través de los Balcanes, y cubrió las tierras turcas en Europa y Asia, pero no encontró ninguna de esas comunidades. 
Lucas escribió Bárka («El Barco») en 1493 como un cuento alegórico donde la Unidad se representaba como un barco que estaba capeando una tormenta. «El Barco» trató de abordar los problemas que estaban dividiendo la Unidad, pero también ilustra la teología de Lucas que «implica una total dependencia de Cristo».
La Unitas Fratrum entró en un cisma abierto en 1495 con la iglesia dividida en el «Partido Menor» representando las opiniones de los primeros miembros de la Unidad y el Partido Mayor respaldando las ideas de Lucas y otros miembros nuevos. El punto de vista de Lucas y aquellos que sentían más o menos lo mismo, finalmente prevalecieron en un Sínodo en Rychnov en 1494. Lucas fue elegido para el Consejo Interno de la Iglesia en ese Sínodo. Lucas era el líder de la Unidad cuando comenzó la Reforma Protestante y se correspondió con Martín Lutero.